# Cercle sportif Grésivaudan Belledonne
Le Cercle sportif Grésivaudan Belledonne, anciennement RC lancynois ou Lancey-Sports, est un club français de rugby à XV basé à Villard-Bonnot. Pour la saison 2021-2022 il évolue en division Promotion d'Honneur de la Ligue régionale Auvergne-Rhône-Alpes.

## Historique
Le club a été créé en 1908.
Le CSGB c’est un siècle de rugby, depuis 1908, le rugby existe à Villard-Bonnot, de Lancey à Brignoud.
En 1917, il remporte le championnat des Alpes et atteint les quarts de finale de la coupe de l'Espérance qui remplace le championnat de France pendant la Première Guerre mondiale. Après avoir éliminé le RC Toulon à Avignon, la belle aventure prend fin en quart de finale avec une défaite d'extrême justesse contre le RC Chalonnais, sur le score de 6-3 à Lyon. Le RC Chalonnais sera défait en demi-finale sur le score de 6-0 face au futur champion de France le Stade nantais UC qui s'impose en finale contre le Stade toulousain sur un score de 8-3 au Bouscat au Stade Sainte-Germaine.
Le demi de mêlée Poireau est alors le stratège de l'équipe, lui permettant de gagner de nombreux matchs.
L'année suivante en 1918 le RC Lancynois échoue en finale du championnat des Alpes contre le FC Grenoble sur le score de 4-0 (sur un drop de Berruyer), futur vice-champion de France.
En 1921, Lancey sports est vice-champion de France de deuxième division, battu en finale 6-0 par Hendaye.
Le club n'est toutefois pas promu et reste ensuite en deuxième division dans les années 1920 et 1930.
Après une saison correct en 1939, il n'est pas invité par la fédération à monter en première division qui passe pourtant de 42 à 95 clubs à la reprise en 1943.
Lancey-Sports descend même en troisième division à la fin des années 1940 puis remonte en deuxième division en 1951-52 où dans une poule composée de Bourgoin, Annecy, La Mure et  Aix en Provence, il réussit à se maintenir.
Changement de formule l’année suivante avec une poule de 8 mais où il affronte Bourgoin, Bellegarde, AS Mâcon, Nuit saint Georges, Montluçon, Ugine et Aix-les-Bains.
Redescendu en troisième division, En 1966-67, il loupe de peu la remontée perdant en 1/16e de finale contre Le Boucau.
Puis le club revient finalement en championnat de France de rugby à XV de 2e division en 1975.
Lancey jouera ensuite entre la 2e division (Fédérale) jusqu'en 1979 et la 3e division (Excellence) ensuite.
Devenu le CSVB (Cercle Sportif Villard Bonnot) par la fusion de Lancey-Sports et Brignoud Olympique Club en 1977 il s'appelle depuis 1996 le CSGB (Cercle Sportif Grésivaudan Belledonne).
Il compte aujourd’hui[Quand ?] 350 licenciés et dispose d’une équipe dans chaque catégorie d’âge.
Le club est formateur, de grands joueurs en sont issus dont Geoffroy Messina champion de France en 2007 avec le Stade français Paris et champion d'Europe 2013 avec le RC Toulon ou Fabien Alexandre champion du monde des -21 ans en 2006.
Le club est sacré co champion de France Minimes avec le Colomiers de David Skrela, à Tarbes, en 1994 sur un score final de 8-8. Maxime Messina et Damien Minassian font notamment partis de ces champions de France.
Pour la saison 2021-2022 il évolue en division Promotion d'Honneur de la Ligue régionale Auvergne-Rhône-Alpes.

## Palmarès
- Coupe de l’Espérance :
  - 1/4 de finaliste (1) : 1917

- Championnat des Alpes :
  - Vainqueur (1) : 1917
  - Finaliste (1) : 1918

- Championnat de France de 2e série :
  - Vice-champion (1) : 1921

- Championnat de France Minimes :
  - Vainqueur (1) : 1994

## Personnalités

### Joueurs emblématiques
- Geoffroy Messina[13]
- Fabien Alexandre[13]
- Camille Levast[13]
- Jean-François Martin-Culet[13]
- Raphael Eymond[13]
- Damien Minassian[13]
- Maxime Messina[13]
- Franck Rimet[13]
- Ludovic Pastor[13]
- Laurent Besset[13]
- François Perouse[13]